# Олимпијске игре младих
Олимпијске игре младих (ОИМ; енгл. Youth Olympic Games, YOG) су скуп међународних спортских такмичења у различитим дисциплинама које су подељене на летње и зимске, на којима учествују такмичари од 14 до 18 година. И зимске и летње игре одржавају се сваке четири године, као и класичне Олимпијске игре.
Идеја за настанак овог такмичења је настала 1998. године, када су одржане једине Светске игре младих у Москви, а Међународни олимпијски комитет је на 119. заседању у Гватемали изгласао одлуку о одржавању Олимпијских игара младих. Прво је одржано летње издање августа 2010. године у Сингапуру.
Неколико других олимпијских догађаја за младе, попут Европског олимпијског фестивала младих који се одржава сваке друге године са летњом и зимском верзијом, и Олимпијског фестивала младих Аустралије, показало се успешним. Игре младих су направљене по узору на ове спортске догађаје. ИОГ је такође наследник обустављених Светских игара младих.
На Летњим олимпијским играма младих у Сингапуру 2010. и Нанкингу 2014. учествовало је по 3.600 спортиста и трајале су 13 дана, док је Зимска омладинска омладинска такмичења у Инзбруку 2012. имала 1059 спортиста, а Лилехамер 2016. је трајао 10 дана и 110 такмичара су били присутни. Иако је ово премашило почетне процене, ИОГ су и даље и мање величине као и ниже од својих старијих еквивалената. Најновије летње ИОГ биле су Летње олимпијске игре младих 2018. у Буенос Ајресу . Најновије зимске ИОГ биле су Зимске олимпијске игре младих 2024. у Гангвону, Јужна Кореја. Следеће летње ИОГ које ће се одржати биће Летње олимпијске игре младих 2026. у Дакару.

## Историја
Концепт Олимпијских игара младих дошао је од аустријског индустријског менаџера Јохана Розенцопфа 1998. Ово је био одговор на растућу глобалну забринутост у вези са гојазношћу деце и смањењем учешћа младих у спортским активностима, посебно међу младима у развијеним земљама. Даље је препознато да ће омладинска верзија Олимпијских игара помоћи у подстицању учешћа на Олимпијским играма. Упркос овим разлозима за одржавање олимпијског догађаја за младе, одговор МОК-а на одржавање чисто спортског догађаја био је негативан. Делегати МОК-а желели су да догађај буде подједнако о културном образовању и размени колико и о спорту, због чега је Програм културе и образовања (ЦЕП) развијен као компонента сваке прославе Игара. Жак Рог, председник МОК-а, званично је најавио планове за Олимпијске игре младих на 119. седници МОК-а у Гватемала Ситију 6. јула 2007. Постоји неколико циљева за ИОГ, а четири од њих укључују окупљање најбољих младих спортиста света, пружање увода у олимпизам, иновације у образовању и дебату о олимпијским вредностима. Град Сингапур је најављен за домаћина прве летње олимпијаде младих 21. фебруара 2008. МОК је 12. децембра 2008. објавио да ће Инзбрук, домаћин Зимских олимпијских игара 1964. и 1976. године, бити домаћин прве Зимске омладинске олимпијске игре 2012.

## Захтеви града домаћина
Обим Олимпијских игара младих је мањи од Олимпијских игара, што је намерно и омогућава мањим градовима да буду домаћини олимпијског догађаја. Од потенцијалних градова домаћина се тражи да задрже све догађаје у истом граду и не би требало градити нове спортске објекте. Изузеци од овог мораторијума на изградњу укључују медијски центар, амфитеатар за часове и радионице и село за тренере и спортисте. Ово село треба да буде срце Игара за спортисте и средиште активности. Нису потребни нови или јединствени системи транспорта јер ће сви спортисти и тренери бити транспортовани локалним шатловима. Према процедури за подношење понуда, атлетско место мора да прими 10.000 људи, а град који се надмеће мора да има водни објекат од 2.500 места за летње издање.

## Финансирање
Првобитни процењени трошкови за вођење Игара били су 30 милиона америчких долара за летње и 15 до 20 милиона долара за Зимске игре (ови трошкови нису укључивали побољшања инфраструктуре за изградњу простора). МОК је одредио да трошкове за инфраструктуру и просторе плаћа град домаћин. МОК ће платити путне трошкове до града домаћина и собу и пансион за спортисте и судије, процењене на 11 милиона долара. Финансирање ће доћи из средстава МОК-а, а не из прихода. Буџети за последње две понуде за инаугурационе Летње игре, које је поднео МОК, износили су 90 милиона долара, много више од процењених трошкова. Цена првих игара у Сингапуру ескалирала је на 284 милиона америчких долара. Спонзори се споро пријављују за ИОГ, због чињенице да је то нова иницијатива и да корпорације нису сигурне који ће ниво изложености добити. Буџет за прве Зимске игре које су се одржале у Инсбруку процењен је на 22,5 милиона долара , што не укључује побољшања инфраструктуре и изградњу простора.

## Учешће
Преко 200 земаља и 3.600 спортиста учествовало је на инаугурационим Летњим олимпијским играма младих 2010. Учесници су распоређени у следеће старосне групе: 15–16 године, 16–17 године, и 17–18 године. Старост спортисте се одређује на основу тога колико је стар до 31. децембра године у којој учествује на ИОГ-у. Квалификације за учешће на Олимпијским играма младих утврђује МОК у сарадњи са Међународним спортским федерацијама (ИСФ) за различите спортове на програму. Како би осигурао да све нације буду заступљене на ИОГ-у, МОК је установио концепт универзалних места. Одређен број места у свакој дисциплини треба оставити отворен за спортисте из недовољно заступљених нација без обзира на квалификационе оцене. Ово је да би се осигурало да ће свака нација моћи да пошаље најмање четири спортиста на сваке Олимпијске игре младих. За тимске турнире, једном тиму по континенту ће бити дозвољено да се такмичи заједно са шестим тимом који представља нацију домаћина или како то предложи ИФ уз одобрење МОК-а. Постоји ограничење од два тима (један дечак и један девојчице) по нацији. Коначно, ниједна нација не може пријавити више од 70 спортиста у појединачним спортовима.

## Култура и образовање
Образовање и култура су такође кључне компоненте за Омладинско издање. Не само да се аспект образовања/културе односи на спортисте и учеснике, већ и на младе широм света и становнике града домаћина и околних региона. У том циљу, програм културе и образовања (ЦЕП) ће бити представљен на свим Играма. Први ЦЕП на Играма у Сингапуру 2010. представљао је догађаје који су подстакли сарадњу међу спортистима различитих нација. Имао је часове о темама у распону од здравља и фитнеса до животне средине и планирања каријере. Локални студенти из Сингапура направили су штандове у Светском селу културе који су представљали сваки од 205 учесника Националног олимпијског комитета. Сесије ћаскања са шампионима биле су најпопуларнији део програма. Учесници су били позвани да чују инспиративне говоре бивших и садашњих олимпијских спортиста.
Део ЦЕП-а је и Програм младих амбасадора, Програм младих репортера и Узори спортиста. У оквиру Програма младих амбасадора, НОЦ-ови номинују групу младих од 18 до 25 година да помогну у промоцији ИОГ у својим регионима и заједницама и подстакну спортисте да учествују у ЦЕП програмима.
Програм за младе новинаре  пружа студентима новинарства или онима који су недавно започели своју новинарску каријеру програм обуке новинара на више платформи и искуство на послу током ИОГ. Младе репортере, између 18 и 24 године, бирају Континенталне асоцијације националних олимпијских комитета и представљаће сваки од пет континената.
Као ментори који помажу и саветују младе олимпијце су узори спортиста, који су обично активни или недавно пензионисани олимпијци које номинује ИФ, као што су јапански рвач Каори Ичо, Италијанка Симоне Фарина  и Намибијац Франк Фредерикс.
Нагласак на размени превазилази ЦЕП. Још једна јединствена карактеристика Олимпијских игара младих су мешовити и мешовити национални тимови. Штафете триатлона, мачевање, стони тенис, стрељаштво и мешовито пливање су само неки од спортова у којима се могу такмичити спортисти различитих нација и мешовитих полова. Организатори ИОГ-а такође користе друштвене медије као што су Фејсбук, Флицкр и Твитер као кључне платформе за ангажовање младих спортиста пре, током и после сваке прославе Игара. Вишејезични, мултикултурални и вишерасни захтеви су циљеви програма, који наглашавају теме „Учити знати, научити бити, научити радити и научити живјети заједно“.

## Градови домаћини олимпијских игра младих

### Летње олимпијске игре младих
| Редни број | Година | Град домаћин | Држава    | Отворио/ла                   | Почетак     | Крај         | Државе | Такмичари | Спортови | Догађај | Најбољи пласман | Извор |
| ---------- | ------ | ------------ | --------- | ---------------------------- | ----------- | ------------ | ------ | --------- | -------- | ------- | --------------- | ----- |
| I          | 2010.  | Сингапур     | Сингапур  | Председник Селапан Раманатан | 14. август  | 26. август   | 204    | 3.524     | 26       | 201     | Кина            |       |
| II         | 2014.  | Нанкинг      | Кина      | Председник Си Ђинпинг        | 16. август  | 28. август   | 203    | 3.579     | 28       | 222     | Кина            |       |
| III        | 2018.  | Буенос Ајрес | Аргентина | Председник Маурисио Макри    | 6. октобар  | 18. октобар  | 206    | 3.997     | 32       | 241     | Русија          |       |
| IV         | 2026.  | Дакар        | Сенегал   |                              | 31. октобар | 13. новембар |        |           | 36       | 247     |                 |       |

### Зимске олимпијске игре младих
| Редни број | Година | Град домаћин | Држава       | Отворио/ла                   | Почетак     | Крај        | Државе | Такмичари | Спортови | Догађај | Најбољи пласман | Извор |
| ---------- | ------ | ------------ | ------------ | ---------------------------- | ----------- | ----------- | ------ | --------- | -------- | ------- | --------------- | ----- |
| I          | 2012.  | Инзбрук      | Аустрија     | Председник Хајнц Фишер       | 13. јануар  | 22. јануар  | 69     | 1.059     | 7        | 63      | Немачка         |       |
| II         | 2016.  | Лилехамер    | Норвешка     | Краљ Харалд V                | 12. фебруар | 21. фебруар | 71     | 1.100     | 7        | 70      | САД             |       |
| III        | 2020.  | Лозана       | Швајцарска   | Председник Симонета Сомаруга | 9. јануар   | 22. јануар  | 79     | 1.872     | 8        | 81      | Русија          |       |
| IV         | 2024.  | Канвондо     | Јужна Кореја | Председник Јун Сукјул        | 19. јануар  | 1. фебруар  | 78     | 1.802     | 7        | 81      | Италија         |       |

### Белешке
1. ↑  Игре су првобитно биле заказане за 2022. годину, али су одложене за 2026. због пандемије ковида 19.[29]

## Медаље
| Ранг   | Држава               | Злато | Сребро | Бронза | Укупно |
| 1      | Кина                 | 78    | 38     | 25     | 141    |
| 2      | Русија               | 57    | 45     | 38     | 140    |
| 3      | Јужна Кореја         | 31    | 16     | 14     | 61     |
| -      | Мешовити тим         | 29    | 27     | 33     | 89     |
| 4      | САД                  | 26    | 23     | 18     | 67     |
| 5      | Немачка              | 21    | 31     | 34     | 86     |
| 6      | Јапан                | 19    | 23     | 17     | 59     |
| 7      | Француска            | 18    | 8      | 24     | 50     |
| 8      | Украјина             | 17    | 18     | 23     | 58     |
| 9      | Италија              | 15    | 21     | 18     | 54     |
| 10     | Аустралија           | 14    | 22     | 30     | 66     |
| 11     | Мађарска             | 12    | 13     | 17     | 42     |
| 12     | Куба                 | 11    | 4      | 3      | 18     |
| 13     | Азербејџан           | 10    | 9      | 1      | 20     |
| 14     | Уједињено Краљевство | 10    | 7      | 17     | 34     |
| 15     | Швајцарска           | 9     | 5      | 11     | 25     |
| Укупно | Укупно               | 567   | 560    | 612    | 1.739  |